# 暴露療法
暴露療法（ばくろりょうほう、Exposure therapy、エクスポージャー療法/曝露療法）とは、不安障害に用いられる行動療法の技法である。この技法では、不安や苦痛を克服するため、患者が恐怖を抱いている物や状況に対して、危険を伴うことなく直面させることとなる。全般性不安障害、社会不安障害、強迫性障害、PTSD、特定の恐怖症などの障害の治療について、さまざまな研究においてその有効性が裏付けられている。行動主義と行動療法に起源を持ち、認知の理論を取り込み発展してきた。治療開始にあたっては、症状がなくなった後の楽しい生活を一緒に想像することなどを通して、曝露療法へ取り組むモチベーションを高く保てるよう、患者を支援することが大切である。

## 適応
特定の恐怖症では、曝露療法はその治療法として一般的であり、認知の要素は治療効果を高めていないことも判明している。また曝露療法はパニック障害、広場恐怖症にも有効である。社交不安障害では、認知再構成がない曝露でもよい。全般性不安障害では、認知的要素があるときに最良の治療効果となり、また恐怖を喚起する刺激が特定されている場合に曝露療法を用いることができる。広場恐怖症では曝露を行う際、指示されて行うよりも心理療法士に導かれた方が高い治療効果が得られたという研究結果もある。
強迫性障害 (OCD) では、儀式行為を行わないようにする反応妨害を組み合わせた下記の曝露反応妨害法が用いられる。
心的外傷後ストレス障害 (PTSD) に対する持続エクスポージャー療法は、恐怖を喚起する記憶や手掛かりに曝露させることを含んだ認知行動療法であり、症状の軽減に有効である。複雑性PTSDの症状は30%の患者は症状が低減するものの、完全に回復することは稀で、残りの約60%の割合で有害な副作用が見られる。

## 曝露反応妨害法
曝露反応妨害法（Exposure and response prevention, ERP, EX/RP）とは、曝露療法と反応妨害の組み合わせであり、患者を怖れに直面化させ、逃避行動を取らせないものである。アメリカ精神医学会（APA）は強迫性障害（OCD）の治療に対して、ERPの経験が豊富な支援者によるERPを推奨している。反応妨害を組み合わせることは、特に強迫性障害の治療において用いられてきた。
曝露反応妨害法では、患者が不安感を抱いている状況や物事等に直面しつつ（曝露）、回避行動や安全確保行動・強迫行為をしないよう（反応妨害）、サポートされる。このことによって、「回避行動や安全確保行動・強迫行為をしなくても、実際には不安に思っていたことが起こらないこと」や「曝露反応妨害法を行う中で、時間経過とともに不安感が自然と低減していくこと（セッション内馴化）」、「曝露と反応妨害のセットを繰り返し行うことで、回数を重ねるごとに不安感が低減していくこと（セッション間馴化）」を体験することができる。これにより、望ましい認知・行動の習得と不安感の緩和が実現する。
また、曝露を実施する際はほとんどの場合、共感的に耳を傾けながら患者とともに不安階層表（不安感が弱いものから強いものへと段階的に配列した表）を作成し、患者が実行しやすいように不安感が比較的弱いものから順に曝露を実施するという方法がとられる。

## 根本的曝露療法
根本的曝露療法(Basal exposure therapy)は、重症あるいは精神障害が並存している人々に向けて開発され、障害が回避行動によって維持されていると仮定しており、正式な診断と関係なく恐怖として治療される。つまり、空虚感、苦痛、崩壊の恐怖感にこだわっており、そこに繰り返し曝露することで脅威が現実的でないと認識され、回避行動はその機能を失う。薬物療法は治療に邪魔だと考えられ、できれば徐々に中止される。
統合失調症、双極性障害、再発性うつ病、強迫性障害、心的外傷後ストレス障害、解離性障害、パーソナリティ障害など多様な入院中の人々にこの療法が用いられ、薬の使用量が減少し機能の全体的評定尺度 (GAF) も向上した。平均5.3年後の追跡調査では、完全に回復していた人々に薬の使用はなく、薬を使用していなかった人々のほうがGAFと雇用状態がよかった。

## 反応妨害
反応妨害は不安症状が主とした症状であるときに適切であり、他の障害の方が主である場合にはそちらを治療の焦点にする必要がある。強迫性障害であれば、反応妨害の組み合わせが標準的であり、あるいは不安の引き金が特定されているとか、回避行動が強く対象となる恐怖に晒すことができなそうに見える場合には、曝露療法に反応妨害を取り入れることが考慮できる。
反応妨害は理想的には、すべての安全戦略をやめることであり、それが難しそうであれば、階層表を作成し簡単なものから進めたり、あるいは、安全確保行動を実施することを先延ばしにしたり、回数を制限したり、やり方に変化をもたらしたり、安全確保行動を混乱させることも考えられる。

## 曝露の種類
イメージエクスポージャーは、想像上で曝露することであり、階層表の簡単なものとして登場したり、PTSDのように対象がトラウマの記憶であるために用いられる。ヴァーチャル・リアリティへの曝露はイメージより強力で、現実より安全だとされる。そして現実エクスポージャーは、不安に対する行動療法の中心にあり、また通常はイメージ・エクスポージャーが先に実施される。
曝露は、当人の選択の上で行われる必要があり、押し付けであったり無理強いをするものではなく、心理療法家と共に振り返りや、賞賛、調整、階層表を進める中でサポートされる。

## 理論
パブロフによる古典的なレスポンデント条件付けが、最初の曝露療法を説明する基本モデルとなった。オペラント条件づけにおける消去からも説明される。
しかし、恐怖の条件付けが、恐怖の学習に必ずしも存在するわけでもなく、不安が消失することとの因果関係も明確でなく、自己効力感や認知再構成といった認知に関する理論からも説明されるが、またしかしこれらも明確に説明可能なものでもない。